# Vladimir Tolokonnikov
Vladimir Alexeïévitch Tolokonnikov (en russe : Владимир Алексеевич Толоконников) est un acteur de théâtre et de cinéma soviétique, kazakh et russe, né le 25 juin 1943 à Alma-Ata, dans la RSS kazakhe, et décédé le 16 juillet 2017 à Moscou, en Russie. Il est lauréat du prix des Frères Vassiliev de la République socialiste fédérative soviétique de Russie en 1990, et Artiste émérite de la République socialiste soviétique kazakhe.
Vladimir Alexeïévitch Tolokonnikov a connu la consécration pour son interprétation de Polygraphe Polygraphovitch Charikov dans le film soviétique Cœur de chien, réalisé en 1988.

## Biographie
Vladimir Tolokonnikov nait le 25 juin 1943 à Alma-Ata. Il effectue une partie de son service militaire en RDA, trois années dans les forces de missiles. En 1973, il termine la faculté d'acteur de l'Institut de  théâtre de Iaroslavl. Il joue dès lors au Théâtre dramatique Lermontov de Alma-Ata.
L'acteur devient célèbre en 1988, grâce au téléfilm réalisé par Vladimir Bortko, Cœur de chien, adaptation de la nouvelle éponyme de Mikhaïl Boulgakov. Il y tient le rôle de Charikov, chien errant auquel on a implanté l'hypophyse d'un homme mort, qui finit par prendre forme humaine mais avec les manières d'une brute.
En 2001-2004, il est le héros de la série de sketchs kazakhe, Tolobaïki (en russe : Толобайки), en duo avec l'acteur Guennadi Balaïev.
En 2006, il interprète le rôle principal du film de Piotr Totchiline, Khottabytch, incarnant un djinn directement sorti d'un conte d'Aladdin, confronté au monde moderne et à la culture d'internet. Il remporte alors le prix de la meilleure performance comique aux MTV Movie Awards russes de 2007.
Vladimir Tolokonnikov décède dans la nuit du 15 au 16 juillet 2017, à Moscou, d'un arrêt cardiaque. Il avait 74 ans et tournait encore, la suite de la comédie Les Super Bobrov.
Les obsèques sont célébrées le 20 juillet 2017 à la maison du cinéma de Moscou. Vladimir Tolokonnikov est inhumé au cimetière Troïekourovskoïe (25e section).

## Vie privée
Vladimir Tolokonnikov a pour épouse Nadejda, décédée en 2013. Ils ont deux fils, Innokenti et Rodion. Rodion, le plus jeune, est également acteur de théâtre et de cinéma.

## Carrière

### Rôles au théâtre
- 1993 — Portrait de famille avec un étranger de Stepan Loboziorov, mise en scène Iouri Konenkine, Timopheï
- Vassilissa la Belle, livret d'Ekaterina Pavlovna Tcherniak, un vieil homme
- Les Jeux des rois, d'après la pièce de Maxwell Anderson, Anne des mille jours, texte de Grigori Gorine, le cardinal Thomas Wolsey
- Les Bas-fonds de Maxime Gorki, Luka
- Notre-Dame de Paris de Victor Hugo, Quasimodo
- La Cerisaie d'Anton Tchekhov, Firs
- Le Revizor de Nicolas Gogol, le bourgmestre Anton Antonovitch Skvoznik-Dmoukhanovski
- La Visite de la vieille dame de Friedrich Dürrenmatt, le proviseur
- Monsieur Amédée d'Alain Reynaud-Fourton, père Joseph

### Filmographie partielle
- 1988 — Cœur de chien
- 1990 — Nuage-paradis[10]
- 2006 — Khottabytch
- 2015 — Les Super Bobrov (en russe : СуперБобровы)
- 2017 — Une grand-mère aux mœurs légères (en russe : Бабушка лёгкого поведения)
- 2018 — Les Super Bobrov. Les vengeurs du peuple (en russe : СуперБобровы. Народные мстители)